# اسکیپ لیوسی
اسکیپ لیوسی (انگلیسی: Skip Lievsay) یک تدوینگر صدا اهل ایالات متحده آمریکا است.

## بخشی از فیلمشناسی
1. جاذبه (۲۰۱۳)
2. درون لوین دیویس (۲۰۱۳) برنده جایزه اسکار تدوین صدا
3. شجاعت واقعی (۲۰۱۰)
4. جایی برای پیرمردها نیست (۲۰۰۷)